# Chanaz
Chanaz è un comune francese di 518 abitanti situato nel dipartimento della Savoia della regione dell'Alvernia-Rodano-Alpi.
Chanaz si trova sul canale di Savières, che mette in comunicazione il Lago del Bourget con il Rodano.

## Società

### Evoluzione demografica
Abitanti censiti